# Daniel Gutwein
Daniel Gutwein (* 1951 in Dayton, Ohio) ist ein US-amerikanischer Komponist, Saxophonist, Shakuhachispieler und Musikpädagoge.

## Leben und Wirken
Gutwein spielte ab Anfang der 1960er Jahre, Klarinette, Saxophon und Flöte und spielte in den 1970er Jahren Jazz mit den Bands von Steve Murray und Tommy Dorsey und mit der Berkshire Big Band. In den 1990er Jahren trat er gelegentlich mit Carla Bley und Steve Swallow und dem Quartett von Harris Simon auf. Nach 2000 wandte er sich verstärkte der japanischen Musik zu Er studierte Shakuhachi bei Ronnie Nyogetu Reishin Seldin und Yoshio Kurahashi und ist Mitglied der Washington Toho Koto Society.
Bis 1974 studierte Gutwein Musikerziehung an der Wright State University in seiner Heimatstadt. Er setzte sein Studium an der University of Cincinnati fort wo er 1976 den Grad eines Master of Music und 1986 eines Doctor of Musical Arts erlangte. Zu seinen Lehrern zählten T. Scott Huston, Norman Dinerstein, Paul M. Palombo und Lukas Foss. Von 1978 bis 1985 unterrichtete er am Williams College in Williamstown, danach war er bis 2004 Associate Professor am College of William and Mary, wo er elektronische Musik, Musiktheorie, Komposition und Jazzgeschichte unterrichtete.
Als Komponist trat Gutwein mit elektronischen, kammermusikalischen sowie multimedialen Werken hervor. Mit der Sängerin und Dichterin Hermine Pinson realisierte er Liveproduktionen wie Marvin’s Lament (1993) und Southland (1995). Bei Owl Recording erschien New Music for Synclavier II Digital Music System.

## Werke
- Choshi Dreams für Shakuhachi und synthetische Klänge, 2003
- Fourteen… and On Line für Zeikanal-Stero-Elektronik, 2001
- DownsideUp, zwei Sätze für Saxophonquartett, 2001
- Hush Little Baby für Zeikanal-Stero-Elektronik, 2000
- Blowin' Bamboo, 2000
- Siesta Moon für Sopran, Altflöte, Baaklarinette, Violine, Cello und Klavier (Text von Hermine Pinson), 2000
- Schauspielmusik zu Deep River, 1999
- Four Fofs a'Funking, 1998
- Tango Magnetism, 1998
- Southland für Klarinette, Stimme, Elektronik und Perkussion (Text von Hermine Pinson), 1995
- Marvin’s Lament 1995
- Dan and the CAC Band für Musikprogramm auf einem künstlichen neuronalen Netz, 1993
- Prelude to Act I und Kidsromp Fantasia aus der Oper With Honor and With Dignity, 1986
- Dear Christina für Klavier, 1982